# Un giorno di sole (singolo)
Un giorno di sole è un singolo della cantante italiana Chiara, pubblicato il 5 settembre 2014 come primo estratto dall'album in studio omonimo.

## Descrizione
Scritto da Daniele Magro e prodotto da Fabrizio Ferraguzzo, la pubblicazione di Un giorno di sole è stata anticipata da un'anteprima pubblicata il 3 settembre 2014 attraverso il canale YouTube della cantante. Nella stessa data, la cantante ha rivelato anche la copertina del singolo.

## Video musicale
Il videoclip, diretto da Marco Salom e girato vicino Castelluccio, è stato trasmesso in anteprima su Sky Uno nella serata del 5 settembre 2014. In esso è possibile vedere la cantante in uno sfondo rurale di campagna alternarsi con abiti differenti in varie scene: in auto, davanti a degli specchi, seduta in una poltroncina, in mezzo ad un campo e lungo una strada.

## Tracce
Download digitale
Testi e musiche di Daniele Magro.
1. Un giorno di sole – 3:14

## Classifiche
| Classifica (2014)         | Posizione massima |
| ------------------------- | ----------------- |
| Italia                    | 73                |
| Italia (airplay italiano) | 15                |